# Leopold Gmelin
Leopold Gmelin (Gotinga, Baixa Saxônia, 2 de agosto de 1788 - Heidelberg, Baden-Württemberg, 13 de abril de 1853) foi um químico alemão.
Nascido em Gotinga, na Baixa Saxônia, um dos fundadores da fisiologia química. Filho do naturalista, botânico e entomologista alemão, Johann Friedrich Gmelin (1748-1804), seu pai foi graduado com um M.D. na Universidade de Tubinga (1769) e professor de medicina em Tubinga (1772-1775) e depois de medicina e química em Gotinga. Foi educado nas universidades de Gotinga e Tubinga, e iniciou-se profissionalmente ensinando química na Universidade de Heidelberg (1813-1851), onde desenvolveu importantes pesquisas na química da
digestão criando o teste de Gmelin para detecção da presença de pigmentos biliares. Também foi o pioneiro nas denominações éster e acetona para estas duas classes de compostos orgânicos. Afirmava. que os compostos orgânicos requereriam um animal ou planta para serem sintetizados.
Morreu em Heidelberg e sua mais notável contribuição, contudo, foi o célebre Handbuch der theoretischen Chemie (1817-1819), inaugurando o estilo de publicação em manual, no qual compilou e organizou os princípios de química conhecidos até então. Inicialmente com dois volumes (1817/1819) em edições posteriores chegou a 13 volumes. A versão em inglês tinha o nome de Handbook of Chemistry (19 vol., 1848-1872). Um dos mais notáveis alunos foi Friedrich Wöhler (1800-1882) e foi sucedido (1852) na Universidade de Heidelberg, por Robert Wilhelm Eberhardt Bunsen (1811-1899).